# Владимир Всеволодович (князь новгородский)
Влади́мир Все́володович (умер ок. 1141), князь Новгородский (1136), сын святого князя Новгородского и Псковского Всеволода Мстиславича и княжны Черниговской (дочери князя Святослава Давыдовича, известного как преподобный Николай Святоша).

## Биография
Владимир Всеволодович стал князем при весьма драматичных обстоятельствах, во время хорошо известной российской историографии новгородской смуты 1136 года. В ходе этой смуты новгородцы изгнали отца Владимира князя Всеволода Мстиславича. Владимир был оставлен в Новгороде в качестве заложника борьбы разных группировок в Новгороде, он сам, судя по летописным записям, был ещё малолетним. Такой малоспособный к власти князь, сын предыдущего князя, за которого выступала определённая часть новгородцев, нужен был пока не улягутся страсти и пока не будет приглашён правитель, способный утихомирить враждующие стороны. Возможно также, что древние жители Новгорода имели суеверный страх оставить княжеский престол пустым. Этот процесс был ускорен тем, что через 4 дня после изгнания князя Всеволода в город со своей дружиной вошёл Князь Черниговский Святослав Ольгович, который окончательно изгнал Мономашичей с новгородского престола.

## Семья
Владимир Терентьевич Пашуто считал, что князь Владимир был женат на Рыксе Польской и имел одну дочь Софью, которая и была, по мнению исследователя выдана замуж за внука Великого князя Владимира Мономаха короля датского Вальдемара I. Однако в настоящее время превалирует версия о том, что Софья была дочерью князя Минского Володаря Глебовича.